# Acritus subtilissimus
Acritus subtilissimus är en skalbaggsart som beskrevs av Schmidt 1893. Acritus subtilissimus ingår i släktet Acritus och familjen stumpbaggar. Inga underarter finns listade i Catalogue of Life.